# شور عشق (آلبوم)
شور عشق نام آلبومی به خوانندگی علیرضا افتخاری و آهنگسازی فریدون شهبازیان است. این اثر در سال ۱۳۷۴ توسط انتشارات ساربانگ منتشر شده‌است. ملودی ترانه «شور عشق» را فریدون شهبازیان از پدرش، حسین شهباریان گرفته و آن را تنظیم کرده، همچنین ملودی ترانه «شور عاشقانه» نیز از مرتضی نِی‌داوود گرفته شده‌است. شهبازیان در مصاحبه‌ای اعلام کرد این آلبوم یکی از بهترین آثارش است و افتخاری به بهترین شکل ممکن از عهدهٔ اجرای آن برآمده است. شهبازیان همچنین در گفتگویی با رضا رشیدپور در برنامهٔ «حالا خورشید» به‌طور ضمنی آلبوم «شور عشق» را بهترین کار خود در بعد از انقلاب دانست.

## فهرست آهنگ‌ها
موسیقی همهٔ ترانه‌ها توسط فریدون شهبازیان ساخته شده‌است.
| شماره      | نام                  | سراینده        | آهنگساز                                         | مدت   |
| ---------- | -------------------- | -------------- | ----------------------------------------------- | ----- |
| ۱.         | «ترانهٔ شور عشق»      | فخرالدین عراقی | فریدون شهبازیان (بر مبنای ملودی حسین شهبازیان)  | ۰۶:۴۸ |
| ۲.         | «ساز و آواز (بهانه)» | هوشنگ ابتهاج   | فریدون شهبازیان                                 | ۱۲:۴۰ |
| ۳.         | «ترانهٔ شور عشق ۲»    | فخرالدین عراقی | فریدون شهبازیان                                 | ۰۴:۴۲ |
| ۴.         | «ساز و آواز (گریه)»  | هوشنگ ابتهاج   | فریدون شهبازیان                                 | ۰۳:۰۹ |
| ۵.         | «رهائی»              |                | فریدون شهبازیان                                 | ۰۲:۲۵ |
| ۶.         | «محرم راز»           | حافظ           | فریدون شهبازیان (بر مبنای ملودی نغمه)           | ۰۲:۲۵ |
| ۷.         | «نیاز»               |                | فریدون شهبازیان                                 | ۰۲:۰۱ |
| ۸.         | «ساز و آواز (ساقی)»  | هوشنگ ابتهاج   | فریدون شهبازیان                                 | ۰۴:۳۹ |
| ۹.         | «ترانهٔ ساقی»         | هوشنگ ابتهاج   | فریدون شهبازیان (بر مبنای ملودی ساقی نامه)      | ۰۳:۱۶ |
| ۱۰.        | «ساز و آواز (ازلی)»  | هوشنگ ابتهاج   | فریدون شهبازیان                                 | ۱۱:۲۲ |
| ۱۱.        | «ترانهٔ شور عاشقانه»  | فریدون مشیری   | فریدون شهبازیان (بر مبنای ملودی مرتضی نی داوود) | ۰۶:۰۶ |
| مجموع مدت: | مجموع مدت:           | مجموع مدت:     | مجموع مدت:                                      | ۵۹:۳۷ |

### هنرمندان
- آواز: علیرضا افتخاری
- آهنگساز: فریدون شهبازیان
- سنتور: پشنگ کامکار
- تار: شهرام میرجلالی
- صدابردار: حسن عسگری
- خط: بیژن بیژنی
- نقاش: سیاوش مظلومی‌پور